# Chanousse
Chanousse település Franciaországban, Hautes-Alpes megyében. Lakosainak száma 39 fő (2022. január 1.). Chanousse Étoile-Saint-Cyrice, Méreuil, Montclus, Montjay, Orpierre és Trescléoux községekkel határos.

## Népesség
A település népességének változása:
| Lakosok száma | 30   | 29   | 30   | 44   | 54   | 41   | 39   | 40   | 41   | 39   |
|               | 1968 | 1982 | 1990 | 2006 | 2013 | 2015 | 2017 | 2019 | 2020 | 2022 |